# 臭臭鍋

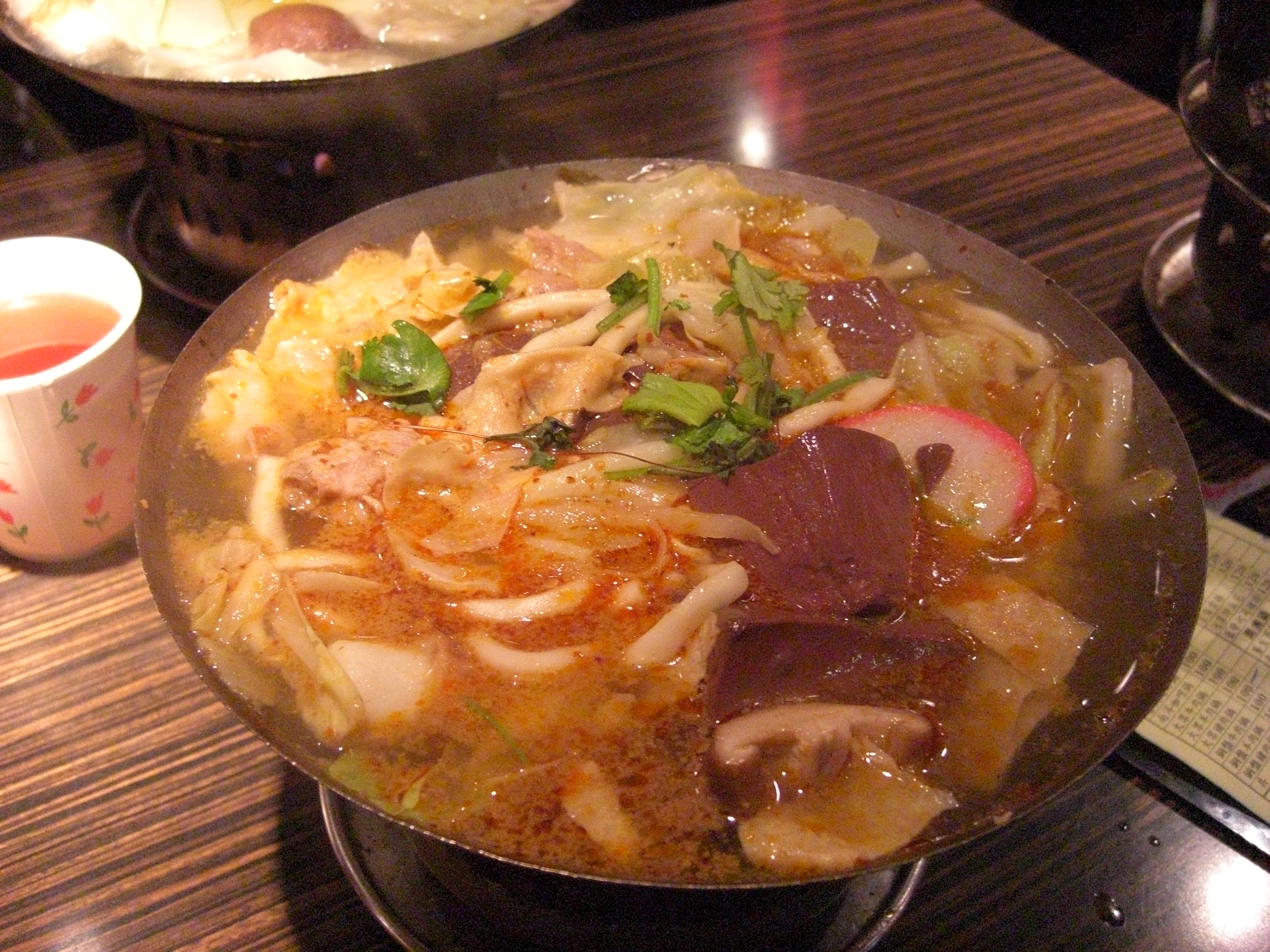
臭臭鍋

臭臭鍋，通常是指有鍋中有臭豆腐的火鍋，而且會由店家烹煮完成後再提供給客人，在台灣亦有許多火鍋店販賣此種火鍋。因為有發酵後的酸臭味，故稱之為臭臭鍋。

## 由來
臭臭鍋的由來，台灣知名的火鍋加盟店三媽臭臭鍋的創辦人張宗陽在幾年前逛夜市，看到攤販正賣清蒸臭豆腐，生意不差， 然而激發他以火鍋烹煮的靈感，而臭豆腐加上大腸的「臭香」，「臭上加臭」，就成了「臭臭鍋」了。

## 作法
是以特殊配方調製成含有臭味的特製火鍋高湯加入少許配料為湯底，之後放入生或過水後的臭豆腐乾，注入溫的高湯及加入其他佐料、調味料與肉片捲、配菜、蔬菜、泡菜和沾醬等上桌。上桌後點火煮滾由食客加入想吃的配料下鍋，即可取食。

## 種類[1]
- 原味臭臭鍋
- 泡菜臭臭鍋
- 海鮮臭臭鍋
- 貝貝臭臭鍋
- 綜合臭臭鍋
- 大腸臭臭鍋
- 鴨血臭臭鍋